# Kirkel (przystanek kolejowy)
Kirkel (niem: Bahnhof Kirkel) – przystanek osobowy w Kirkel, w kraju związkowym Saara, w Niemczech. Według DB Station&Service ma kategorię 6. Znajduje się na linii Mannheim – Saarbrücken. 

## Linie kolejowe
- Linia Mannheim – Saarbrücken

## Połączenia
| Linia | Trasa | Takt               |
| ----- | --- | ------------------ |
| RB70  | Merzig (Saar) – Saarbrücken – St. Ingbert – Kirkel – Homburg (Saar) – Landstuhl – Kaiserslautern                                                                | godzinny           |
| RB71  | Homburg (Saar) – Kirkel – St. Ingbert – Saarbrücken – Saarlouis – Merzig (Saar) – Saarburg (Bz Trier) – Trier                                                   | godzinny           |
| RE1   | Mannheim – Kaiserslautern - Landstuhl - Homburg (Saar) – Kirkel – St. Ingbert – Saarbrücken – Saarlouis – Merzig (Saar) – Saarburg (Bz Trier) – Trier – Koblenz | pojedyncze pociągi |